# Cathine
Cathine (d-norpseudoephedrine of (+)-norpseudoeffedrine), is een psychoactief middel uit de fenylethylamine- en amfetamine-groep.  Het valt daarmee onder de stimulantia.  Het is, samen met cathinon, een van de natuurlijke bestanddelen in Catha edulis (qat), en draagt bij aan het effect daarvan.  De activiteit van de stof ligt tussen de 10 en 14% van die van amfetamine.

## Geschiedenis
Qat wordt al van oudsher in de Hoorn van Afrika en op het Arabisch Schiereiland gekweekt. Doorgaans worden de bladeren gekauwd vanwege het euforische effect. De zoektocht naar de actieve component leidde in de jaren 30 van de 20e eeuw naar cathine als het meest voorkomende alkaloïde in de plant.  Cathine werd als de meest actieve component in de plant beschouwd, tot in de jaren 60 bleek dat de hoeveelheid cathine in de bladeren te klein was om verantwoordelijk te zijn voor de grootte van het euforisch effect. In 1975 werd in qatbladeren uit Jemen, Kenia en Madagaskar een ander alkaloïde gevonden: cathinon.  Cathinon heeft een vergelijkbare moleculaire structuur (de OH-groep is geoxideerd tot keton), maar komt vooral in jongere planten, in grotere hoeveelheden voor. Voor wetenschappers werd cathinon daarmee een belangrijke kandidaat voor de echte actieve component.  Dit werd in 1994 bevestigd in een dubbelblind onderzoek.

## Farmacologie
Zoals alle amfetamines, cathinon, en efedrine zorgt cathine voor het vrijmaken van norepinefrine.   Het is ook, zij het in mindere mate, in staat dopamine vrij te maken.  Bij gebruik als medicijn wordt de stof via de mond ingenomen.  De halfwaardetijd in het lichaam ligt tussen de 1,8 en 8,6 uur.

## Chemie
Cathine is een van de vier stereo-isomeren van 2-amino-1-fenylpropan-1-ol (PPA).

## Wet- en Regelgeving
- Internationaal
De lijst van verboden middelen hanteert een bovengrens van 5 μg/ml cathine in urine. Cathine is onder de Convention on Psychotropic Substances ingedeeld in Groep III.[7]
- Verenigde Staten
In de VS is cathine onder de Controlled Substances Act ingedeeld in groep IV.
- Australië
In Australië is cathine officieel een schema 4-verbinding, maar nog niet goedgekeurd voor gebruik.
- Hongkong
In Hongkong valt cathine onder Groep 1 van Chapter 134: Dangerous Drugs Ordinance. Onwettig bezit is strafbaar met hoge boetes of gevangenisstraf.